# Turner Network Television
Turner Network Television eller TNT, er en amerikansk kabel-tv-kanal, der ejes af WarnerMedia. Det blev lanceret den 3. oktober 1988.